# ジャン・ベッケル
ジャン・ベッケル（Jean Becker, 1933年5月10日 - ）は、フランス・パリ出身の映画監督。

## 略歴
『穴』などの作品で知られる映画監督のジャック・ベッケルを父に持つ。イザベル・アジャーニを主演に迎えた『殺意の夏』は高く評価され、1983年の第36回カンヌ国際映画祭のコンペティション部門で上映され、第9回セザール賞で主演女優・助演女優・脚色・編集賞を受賞し、他に作品・監督・主演男優・助演男優・音楽賞にノミネートされた。

## 監督作品
- 勝負をつけろ Un nommé La Rocca (1961)
- 黄金の男 Échappement Libre (1964)
- タヒチの男 Tendre Voyou (1966)
- 殺意の夏 L'Été meurtrier (1983)
- エリザ Élisa (1995)
- クリクリのいた夏 Les enfants du Marais (1999)
- 天国で殺しましょう Un crime au paradis (2001)
  - 日本では劇場未公開。第9回フランス映画祭横浜2001にて上映
- ピエロの赤い鼻 Effroyables Jardins (2003)
- 画家と庭師とカンパーニュ Dialogue avec mon jardinier (2007)

## 主な受賞・ノミネート

### セザール賞
| 年               | 作品名                                | 部門                     | 結果       |
| ---------------- | ------------------------------------- | ------------------------ | ---------- |
| 1984年（第9回）  | 殺意の夏                              | 作品賞                   | ノミネート |
| 1984年（第9回）  | 殺意の夏                              | 監督賞                   | ノミネート |
| 1986年（第11回） | Le Clémenceau (シトロエン・ヴィザGTI) | コマーシャル・フィルム賞 | 受賞       |
| 2000年（第25回） | クリクリのいた夏                      | 監督賞                   | ノミネート |
| 2009年（第34回） | Deux jours à tuer                     | 脚色賞                   | ノミネート |